# L'Échelle céleste : L'Art de Cai Guo-Qiang
Pour plus de détails, voir Fiche technique et Distribution.
L'Échelle céleste : L'Art de Cai Guo-Qiang (Sky Ladder: The Art of Cai Guo-Qiang) est un film américain réalisé par Kevin Macdonald, sorti en 2016.

## Synopsis
Un documentaire sur la vie et l'œuvre de l'artiste plasticien Cai Guo-Qiang.

## Fiche technique
- Titre : L'Échelle céleste : L'Art de Cai Guo-Qiang
- Titre original : Sky Ladder: The Art of Cai Guo-Qiang
- Réalisation : Kevin Macdonald
- Musique : Alex Heffes
- Photographie : Robert D. Yeoman et Florian Zinke
- Montage : Adam Biskupski et Nick Emerson
- Production : Zara Duffy, Wendi Murdoch, Hugo Shong et Fisher Stevens
- Société de production : Explosion Art, Insurgent Docs et Rock Paper Scissors Entertainment
- Pays :  États-Unis
- Genre : Documentaire
- Durée : 76 minutes
- Dates de sortie : 
  - Netflix : 14 octobre 2016

## Accueil
Le film a reçu un accueil favorable de la critique. Il obtient un score moyen de 73 % sur Metacritic.

## Distinctions
Le film a été présenté en sélection officielle en compétition dans la section Documentaires du Festival du film de Sundance 2016.